# District congressionnel

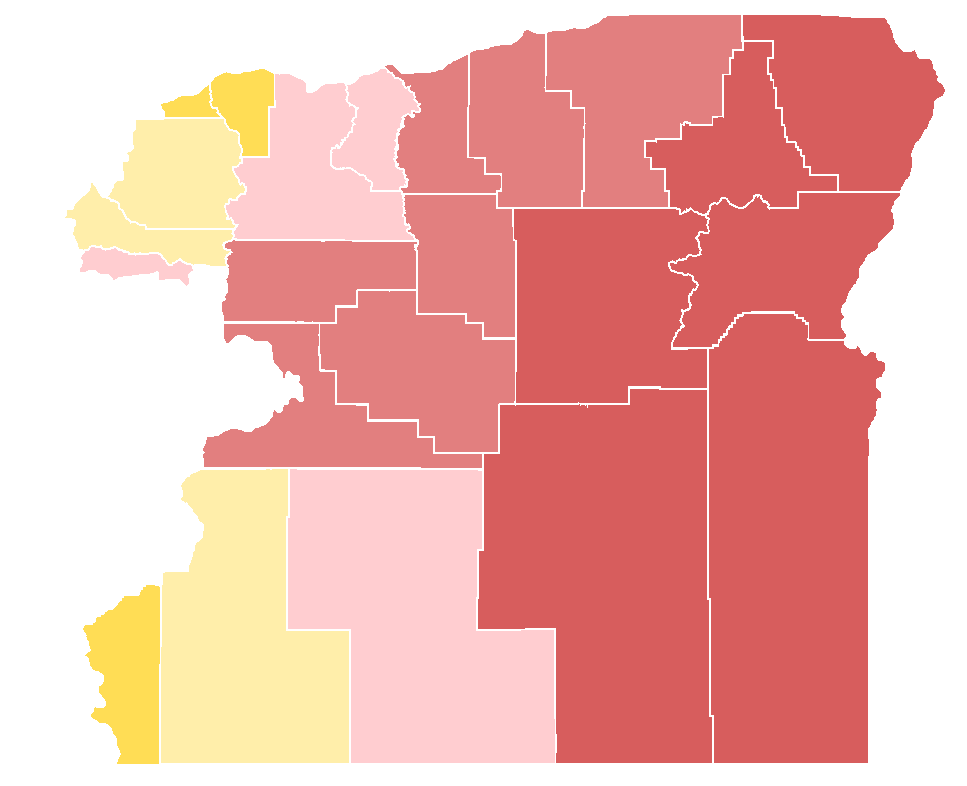
2e district congressionnel de l'Oregon.

Un district congressionnel est une circonscription qui élit un membre au Congrès. Parmi les pays en possédant se trouvent les États-Unis, le Japon et les Philippines.

## États-Unis
Le district congressionnel est la circonscription électorale américaine qui élit les représentants à la 
Chambre des représentants des États-Unis, la chambre basse du Congrès américain. Chaque État américain possède un certain nombre de districts (au moins un), proportionnel à son poids démographique au sein des États-Unis. Il y a 435 districts, représentant en moyenne environ 711 000 habitants (au recensement décennal de 2010).

## Compléments